# Västerbron & Vampires
Västerbron & Vampires är en EP av det svenska bandet Laakso. Den släpptes 10 oktober 2007.
Låten Västerbron släpptes först som ett spår på Laaksos tredje album Mother Am I Good Looking?.

## Låtlista
1. Västerbron
2. Lack of Blood
3. Great Times Underground
4. England